# Vicente Calderón
Ne doit pas être confondu avec Stade Vicente-Calderón.
Vicente Calderón Pérez-Cavada, né le 27 mai 1913 à Torrelavega et mort le 24 mars 1987 à Madrid, est un entrepreneur et dirigeant sportif espagnol. Il est président du Club Atlético de Madrid pendant 21 ans à deux reprises : entre 1964 et 1980, puis de 1982 jusqu'à sa mort, ce qui fait de lui le président du club à la longévité la plus importante, avec un nombre de succès inégalé,.
Après avoir commencé comme chef d'entreprise et promoteur immobilier, il intègre en 1964 le comité directeur de l'Atlético de Madrid pour remplacer Javier Barroso. Sous son mandat, les travaux du nouveau stade de Manzanares est décidé, stade baptisé « stade Vicente Calderón » en 1972. Le club atteint les 50 000 « socios », et la section de football devient une des plus puissances en Espagne, en gagnant quatre fois le championat d'Espagne, quatre fois la Coupe d'Espagne de football, une fois le sous-championat de la Coupe de l'Europe et la Coupe intercontinentale de 1974,,.

## Biographie
Vicente Calderón naît le 27 mai 1913 à Torrelavega, au sein d'une famille modeste. Il est le dernier d'une fratrie de six. Son père Raimundo Calderón est propriétaire de petites fermes, alors que sa mère Benita Pérez-Cavada est femme au foyer. Il va à l'école aux Salesianos, mais à l'âge de 15 ans il est contraint d'arrêter les études pour aider sa famille. Pendant la guerre civile espagnole, il est recruté par les nationalistes espagnols et participe à la bataille de Teruel.
À 19 ans, il déménage à Madrid. Il y occupe divers métiers jusqu'à ce qu'il monte, dans les années 1940, une petite entreprise d'exportation de produits canariens. Quelques années plus tard, il investit dans le développement du tourisme balnéaire à Gandía, à travers la transformation urbanistique du Grao de Grandía, et à Lanzarote. Avant de se consacrer au football, il dirige jusqu'à 37 sociétés anonymes,.
Il est conseiller de la Banque de Valladolid, dont il posséde jusqu'à 20 % des actions. En février 1978, il succède à Domingo López Alonso comme président exécutif et actionnaire majoritaire, entre février et juillet 1978. Cependant, il n'est jamais arrivé à formaliser l'achat des titres et López Alonso récupère ensuite son rang,,. Fin 1978, la Corporation Bancaire (actuel Fonds de Garantie des dépôts de la Banque d'Espagne) intervient sur l'établissement,.
Il est marié avec María de los Ángeles Suárez et il a quatre enfants. Sur le plan sportif, il est membre de l'Atlético depuis 1948 (n.º 2596) et possède aussi le carné du Real Madrid (n.º 7901), et entretient une relation personnelle cordiale avec le président madridista Santiago Bernabéu,.

## Présidence de l'Atlético de Madrid

### Première étape (1964-80)
La première étape de Vicente Calderón comme président de l'Atlético de Madrid est comprise entre le 17 mars 1964 et le 16 juin 1980. Au cours de ces 16 ans, l'équipe gagne quatre ligues espagnoles, trois coupes nationales et une Coupe intercontinentale, ainsi que nombreux tournois mineurs. Le déménagement du Stadium Metropolitano de Madrid vers le nouveau stade du Manzanares a lieu,.
Calderón entre dans l'équipe dirigeante du club en 1963 à travers Jesús Obregón, membre du conseil d'administration. Son prédécesseur était sur le point de démissionner à cause de la crise financière et sportive que le club traversait, de sorte qu'ils réussissent à convaincre l'entrepreneur à assumer le poste avec une formule qui permette de contenter autant les  dirigeants que les socios : le 31 décembre 1963, il est nommé vice-président, et le 21 janvier 1964 il est nommé président en fonction, son poste étant officialisé en mars par l'assemblée des socios.

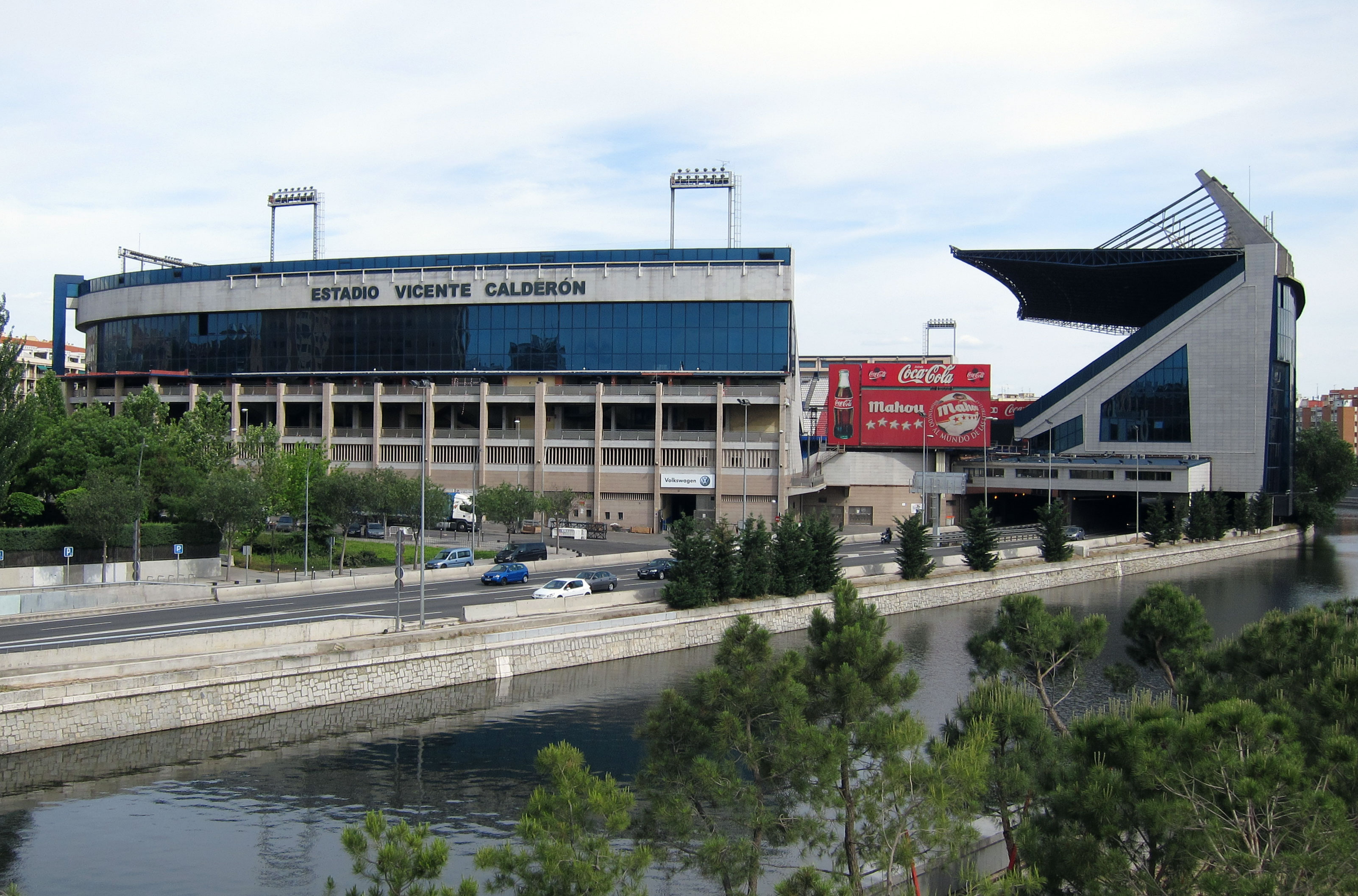
Extérieur du stade Vicente Calderón depuis la côte de la rivière Manzanares.

Le sujet le plus urgent est le projet de stade sur la rive du Manzanares, dont les travaux commencés en 1959 sont paralysées dès 1961. Le manque de liquidité oblige Barroso à vendre les terrains du Stade Métropolitain en 1963,,. En mai 1965, les œuvres reprennent, et le 2 octobre 1966, le stade est inauguré officiellement, sous le nom de « stade de Manzanares »,. Quatre ans après l'ouverture, les comptes du club enregistrent des bénéfices pour la première fois. Les socios reconnaissent sa bonne gestion en décidant de nommer le stade « stade Vicente Calderón » en 1971, nom qui devient officiel à partir de 1972,.
Concernant le sport, Calderón a parié sur concourir avec le Real Madrid et le FC Barcelone. Le premier triomphe de ce nouveau Atlético a été la Coupe du Generalísimo 1964-65, et l'année suivante, l'obtention du titre de Première Division 1965-66 après quinze ans d'échecs. Cette étape coïncide avec l'arrivée d'une génération de footballeurs fameux dans l'histoire du club: Luis Aragonés (1964-74), José Armando Ufarte (1964-74), José Eulogio Gárate (1966-77), Javier Irureta (1967-75) et Alberto (1969-79), toujours dirigés par le vétéran Adélard Rodríguez (1959-74),. Dans les années 1970, les résultats s'améliorent grâce à l'inscription de footballeurs étrangers, notamment argentins : le club remporte trois ligues (1970, 1973 et 1977) et deux coupes (1972 et 1976).
Sous sa présidence, l'équipe a conquis sa plus grande victoire internationale jusqu'à aujourd'hui, en remportant la Coupe intercontinentale 1974. L'équipe de Luis Aragonés, devenu entraineur, vainc le Club Atlético Independiente,.
Sur le plan institutionnel, en 1973 l'Atlético de Madrid organise le premier tournoi d'été de la capitale espagnole, le trophée Villa de Madrid. Son pari sur les divisions inférieures se reflète dans l'achat du Reyfra Atlético de Troisième Division, renommé en 1970 Club Atlético de Madrid B, qui monte en deuxième division en 1980.
Sa trajectoire ascendante se maintient jusqu'à la saison 1979-80, marquée par l'enchainement de mauvais résultats, des comptes au rouge, et des disputes internes,. Vicente Calderón finit par démissionner le 16 juin 1980 après la convocation d'élections à la présidence et est remplacé par le docteur Alfonso Cabeza,.

### Deuxième étape (1982-87)
Contrairement à ce qu'il s'est passé lors de son mandat précédent, l'Atlético de Madrid a seulement pu conquérir deux titres en cinq saisons : la Coupe du Roi 1984-85 et la Supercoupe d'Espagne de 1985, toutes deux sous la direction de Luis Aragonés.
L'inhabilitation d'Alfonso Cabeza précipite le tour de Calderón à la présidence de l'Atlético le 3 août 1982,. À son retour, l'institution traversait une grave crise sportive, institutionnelle et économique, avec une dette supérieure à 500 millions de pesetas accrue pendant son absence de deux ans,. La première mesure du nouveau conseil d'administration est de renouer les relations avec la Fédération espagnole de football, rompues durant le mandat de Cabeza, pour présenter un plan d'assainissement des clubs espagnols. Il est alors choisi comme président intérimaire du Comité de Football professionnel — prédécesseur de la Ligue de Football Professionnel (LFP) — en 1983.
En 1985 il organise la vente polémique du référent de l'équipe, l'attaquant mexicain Hugo Sánchez, à ses rivaux et voisins du Real Madrid. À ce moment-là les difficultés économiques de l'Atlético font que divers joueurs, parmi lesquels Hugo Sánchez, dénoncent des retards dans le paiement de leurs salaires. Calderón se voit obliger d'accepter le transfert à la demande du joueur, profitant aussi du bénéfice économique que son départ provoque, étant donné que le contrat devait se terminer l'année suivante. Bien que le F. C. Barcelone avait présenté une offre supérieure, Sánchez a préféré aller au Real Madrid, convaincu par son président Ramón Mendoza. Calderón, prévoyant que sa vente au Real Madrid dérangerait les supporters, planifie avec Mendoza et le dirigeant mexicain Álvarez Mazarrasa une opération en trois temps : le 4 juillet, l'Atlético vend Hugo Sánchez au Pumas de la UNAM pour 200 millions de pesetas, et deux semaines plus tard, il est transféré au Real Madrid pour 250 millions de pesetas,. Le plan n'a pas eu l'effet escompté, mais malgré les critiques des supporters, l'opération a servi pour éviter la banqueroute du club,.
Les derniers ans de Calderón sont marqués par une lutte de pouvoirs pour lui succéder. Alors que ses problèmes de santé sont notoires, il décide de retarder d'un an les élections prévues pour 1986 et candidate à sa réélection. Le conseil d'administrative arrive à un accord financier avec la Communauté de Madrid pour éponger la dette, et défendre la continuité des sections sportives malgré le fait qu'elles sont déficitaires. Une semaine avant de mourir, Calderón voyage au Brésil pour conclure le recrutement de Alemão.

## Mort

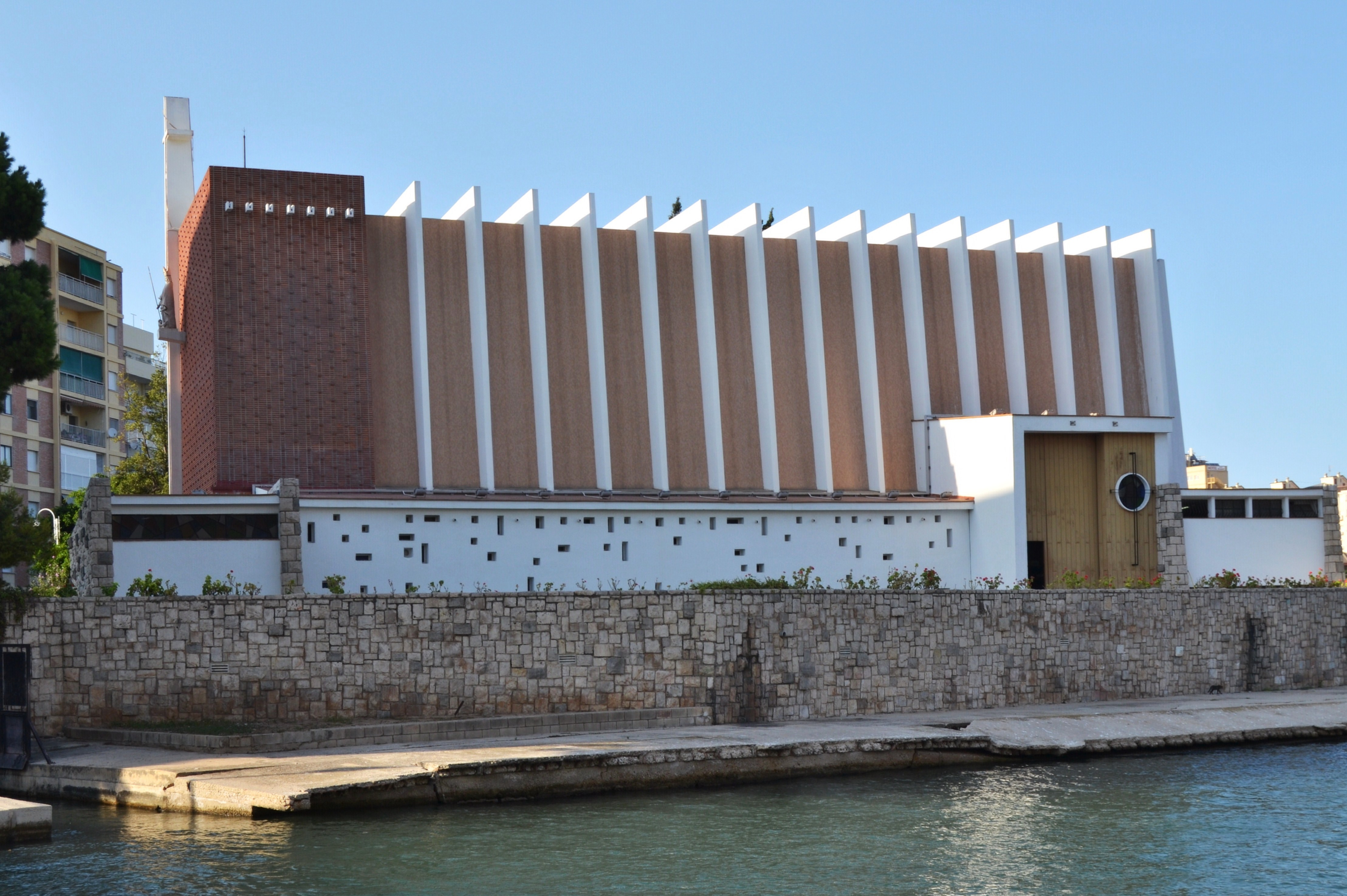
Les obsèques de Vicente Calderón ont eu lieu à l'Église de San Nicolás de Gandía, qu'il avait aidé à bâtir en 1962.

Le 22 mars 1987, il est interné à l'Hôpital Central de la Croix-Rouge de Madrid, après être trouvé inconscient à son domicile par ses services. Il est atteint d'une hémorragie cérébrale frontale droite qu'a requis une intervention chirurgicale. Après être resté deux jours dans le coma, Vicente Calderón meurt le matin du 24 mars, à cause d'un arrêt cardiorespiratoire suivant une hypertension intracrânienne, selon le neurochirurgien Emilio Loi.
La nouvelle émeut la société espagnole et les sportifs, qui louent sa contribution. Le président du Comité olympique international, Juan Antonio Samaranch, regrette la perte d'« un des piliers du football espagnol », alors qu'Adélard Rodríguez, légende de l'Atlético de Madrid et gendre du défunt, l'assure : « celui qui le remplacera aura une tâche difficile ; indubitablement, il a laissé sa trace,. » Dans une lettre publiée dans le quotidien ABC, Luis Aragonés dit que « il a été le meilleur président qu'a connu l'Atlético dans toute son histoire, et personne ne pourra le dépasser ».
En accord avec ses dernières volontés, les restes sont enterrés le lendemain dans la crypte de la chapelle de San Francisco de Borja de l'église de San Nicolás du Grau de Gandia, au côté de sa défunte épouse,.
La présidence de l'Atlético de Madrid est ensuite assumée par Francisco Javier Castedo, qui convoque des élections le 26 juin. Le vainqueur est le chef d'entreprise Jesús Gil y Gil, ex-membre du comité d'entreprise sous la présidence de Calderón en 1982 et un de ses plus grands adversaires depuis qu'il quitta son poste pour des divergences personnelles,. En fait, Gil a été le dernier président choisi par les socios : en 1992, le club est transformé en société anonyme sportive et est donc contrôlé par les actionnaires.

## Palmarès

### Championnats nationaux
- 4 Ligues (1965/66, 1969/70, 1972/73, 1976/77)
- 4 Coupes du Roi (1965, 1972, 1976, 1985)
- 1 Supercoupe de l'Espagne (1985)
- 7 Ligues de l'Espagne d'Handball (1963/64, 1964/65, 1978/79, 1980/81, 1982/83, 1983/84 et 1984/85)
- 8 Coupes de l'Espagne d'Handball (1966, 1967, 1968, 1978, 1979, 1981, 1982, 1987)

### Championnats internationaux
- 1 Coupe Intercontinentale (1974)
- 3 Coupes Mohamed V (1965, 1970, 1980)

## Décorations
| Décorations                               | An   |
| ----------------------------------------- | ---- |
| Commendeur de l'Ordre Uissan Alauita      | 1965 |
| Comendeur de l'Ordre d'Alphonse X le Sage | 1967 |
| Médaille d'argent de la Ville de Madrid   | 1970 |
| Grande Croix de l'Ordre du Mérite civil   | 1970 |